# Asediul Pskovului
Asediul Pskovului, cunoscut în Rusia sub numele de Apărarea Pskovului (în rusă оборона Пскова), a avut loc între august 1581 și februarie 1582, când armata lui Ștefan Báthory, regele Poloniei și Marele Duce al Lituaniei, a asediat fără succes și a realizat o blocadă cu succes a orașului Pskov în timpul fazei finale a Războiul Livonian din 1558–1583.
Primele detașamente ale armatei polono-lituaniene, care capturaseră în cei doi ani anteriori orașele Poloțk (1579) și Velikie Luki (1580), au apărut la zidurile Pskovului la 18 august 1581. Această acțiune a izolat complet forțele rusești de pe teritoriul Livoniei. Forța invadatoare principală (31.000 de soldați: polonezi, lituanieni, maghiari, boemi, valahi și germani) a asediat orașul în perioada 24-26 august. Prințul Vasili Skopin-Șuiski a fost responsabil cu apărarea orașului Pskov, dar prințul Ivan Șuiski a fost cel care s-a ocupat efectiv de acest lucru. Acesta din urmă a avut la dispoziție până la 4.000 de dvoriani, streliți și cazaci și circa 12.000 de cetățeni înarmați din Pskov și din împrejurimi.
După un bombardament de două zile a Pskovului, armata poloneză a atacat pentru prima dată pe 8 septembrie. Rușii au respins atacul, ceea ce a dus la grele pierderi poloneze. Încercările de a arunca în aer fortificațiile cu mine și un atac general desfășurat la 2 noiembrie s-au dovedit, de asemenea, a fi zadarnice. În luna noiembrie unele unități poloneze au atacat Mănăstirea Pskovo-Pecerski, dar fără nici un rezultat.
Regele Ștefan Báthory a ordonat apoi un asediu pasiv, iar lupta s-a transformat într-o blocadă. La 1 decembrie, regele a părăsit câmpul de asediu, împreună cu cea mai mare parte a armatei lituaniene, voluntarii și mercenarii germani, maghiari, români și boemi. Comanda forțelor rămase a fost încredințată lui Jan Zamoyski. În același timp, în timpul asediului din 1581, raidurile cavaleriei poloneze au devastat multe regiuni ale Rusiei, ajungând până la fluviul Volga și la lacul Ladoga. Cavaleria a fost cea mai bună unitate a forțelor poloneze. În timpul asprei ierni dintre anii 1581-1582 restul armatei asediatoare s-ar fi răsculat dacă nu ar fi fost ținută în frâu prin voința de fier a cancelarului Zamoyski. Cancelarul a continuat blocada, cu toate că partizanii ruși partizanii ruși au fost activi în zona Pskov, atacând comunicațiile inamice. 
Garnizoana Pskovului a efectuat incursiuni frecvente (aproximativ 46), mai ales în noiembrie și decembrie 1581. Au fost 31 de atacuri ale trupelor poloneze în timpul asediului de cinci luni. Asediul a continuat fără ca niciuna dintre părți să fie capabilă să obțină victoria; negocierile diplomatice purtate în acest timp, în care s-a implicat și Vaticanul, au dus la încetarea ostilităților.

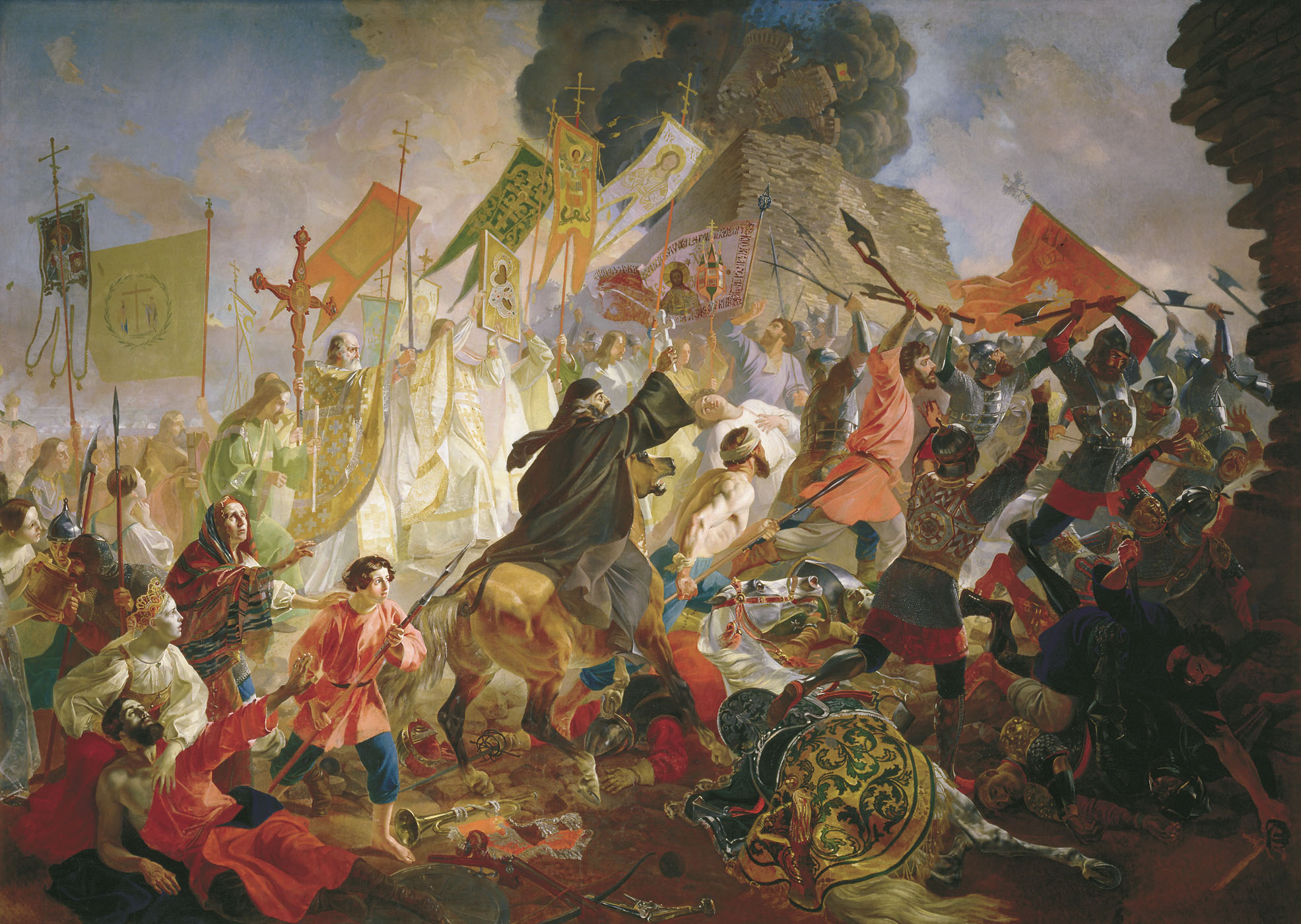
Asediul Pskovului, pictura ultimă (și neterminată) a lui Karl Briullov; asediul din perspectiva Rusiei...

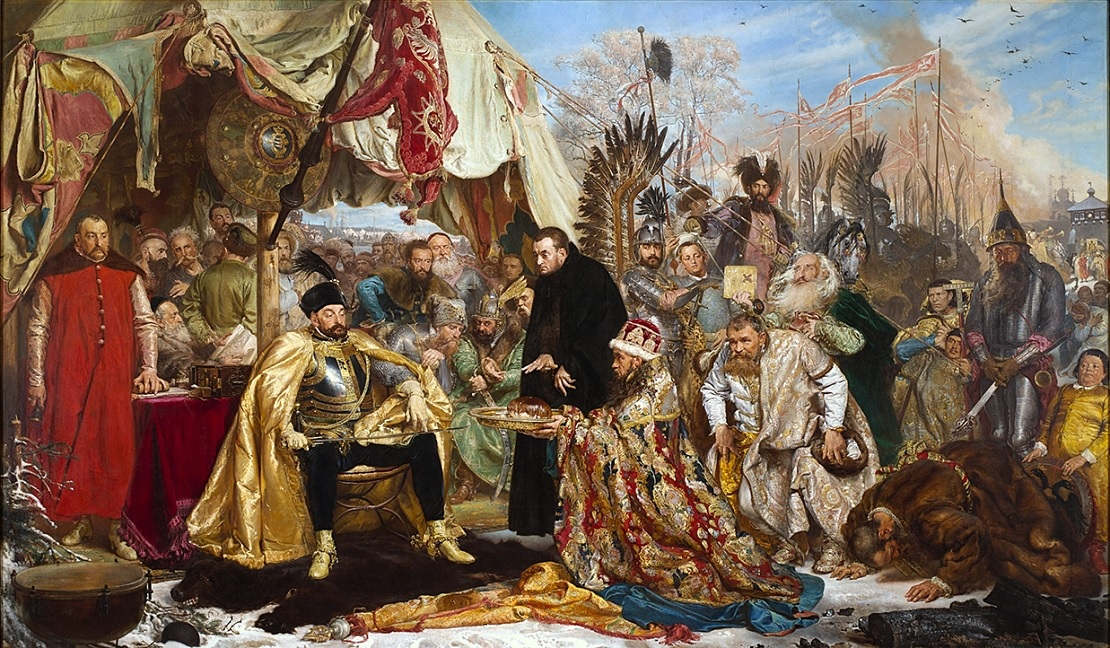
...și asediul din perspectiva poloneză, Báthory la Pskov de Jan Matejko.

Regele Ștefan Báthory și țarul Ivan al IV-leaau semnat în cele din urmă Tratatul de la Iam-Zapolski la 15 ianuarie 1582; Rusia a renunțat la pretențiile sale cu privire la Livonia și Poloțk, iar Uniunea statală polono-lituaniană a returnat în schimb teritoriile rusești armatelor care le-au capturat. La 4 februarie 1582 ultimele detașamente ale armatei polono-lituaniene au părăsit împrejurimile Pskovului.
Asediul Pskovului este comemorat la Mormântul Soldatului Necunoscut din Varșovia, cu inscripția PSKOW 24 VIII 1581-15 I 1582.